# Thomas Bérard
Tommaso Berardi, noto come Thomas Bérard (o Bérault o Béraud) (... – 25 marzo 1273), è stato un cavaliere medievale italiano, Gran maestro dell'Ordine templare.

## Biografia
Viene spesso menzionato come l'unico Gran maestro italiano e infatti, sebbene non si abbiano notizie certe sulle sue origini, oltre a ritrovarlo in vari documenti dell'epoca come "Tommaso Berardi", sappiamo che la potente famiglia dei Berardi, noti come Conti dei Marsi, in quel tempo dominante su gran parte dell'Abruzzo, aveva tra i suoi discendenti un maestro dell'ordine templare, Pietro di Ocre. Tommaso Berardi venne eletto nel 1256 Gran maestro, sotto il pontificato di papa Alessandro IV, succedendo a Renaud de Vichiers. Esercitò le sue funzioni in circostanze non facili, impelagato da una parte nelle questioni sorte con l'ordine degli ospitalieri e dall'altra assistendo impotente ai progressi del sultano mamelucco Baybars al-Bunduqdari, che, poco a poco, obbligò i cristiani della Palestina a ritirarsi tra le mura di San Giovanni d'Acri, ultimo baluardo del Regno di Gerusalemme. In Italia fu attivo nella riorganizzazione dell'ordine successiva al mutare del destino delle crociate e degli ordini cavallereschi sorti con esse.